# Championnat de Corée du Sud de football 1986
Navigation
Saison précédente Saison suivante
La saison 1986 du Championnat de Corée du Sud de football était la 4e édition de la première division sud-coréenne à poule unique, la K-League. Six clubs prennent part au championnat qui est organisé en plusieurs phases. La première est disputée à la façon des championnats sud-américains, avec deux tournois distincts, disputés en matchs aller et retour, qui offre une place pour la finale nationale à chacun de ses vainqueurs. La finale est quant à elle disputée en matchs aller et retour. Il n'y a pas de relégation en fin de saison, au vu du faible nombre d'équipes engagées dans la compétition.
C'est le club des POSCO Atoms qui remporte le titre cette saison en battant en finale le tenant du titre, le club de Lucky-Goldstar Hwangso. C'est le tout premier titre de l'histoire du club.

## Les 6 clubs participants
| - Yukong Kokkiri - Daewoo Royals - Hyundai Horang-i | - Lucky-Goldstar Hwangso - POSCO Dolphins - Hanil Bank |

## Compétition
Le barème de points servant à établir le classement se décompose ainsi :
- Victoire : 2 points
- Match nul : 1 points
- Défaite : 0 point

### Première phase
| Rang | Équipe                   | Pts | J  | G | N | P | Bp | Bc | Diff |
| ---- | ------------------------ | --- | -- | - | - | - | -- | -- | ---- |
| 1    | POSCO Atoms              | 12  | 10 | 3 | 6 | 1 | 9  | 5  | +4   |
| 2    | Lucky-Goldstar Hwangso T | 11  | 10 | 3 | 5 | 2 | 9  | 8  | +1   |
| 3    | Yukong Kokkiri           | 10  | 10 | 4 | 2 | 4 | 11 | 10 | +1   |
| 4    | Daewoo Royals            | 10  | 10 | 4 | 2 | 4 | 8  | 10 | -2   |
| 5    | Hanil Bank               | 9   | 10 | 3 | 3 | 4 | 9  | 10 | -1   |
| 6    | Hyundai Horang-i         | 8   | 10 | 2 | 4 | 4 | 6  | 9  | -3   |

|  | Qualification pour la finale nationale |
|  | T Tenant du titre                      |

### Deuxième phase
| Rang | Équipe                   | Pts | J  | G | N | P | Bp | Bc | Diff |
| ---- | ------------------------ | --- | -- | - | - | - | -- | -- | ---- |
| 1    | Lucky-Goldstar Hwangso T | 16  | 10 | 7 | 2 | 1 | 19 | 9  | +10  |
| 2    | Hyundai Horang-i         | 14  | 10 | 5 | 4 | 1 | 16 | 8  | +8   |
| 3    | Daewoo Royals            | 12  | 10 | 6 | 0 | 4 | 18 | 14 | +4   |
| 4    | Yukong Kokkiri           | 9   | 10 | 3 | 3 | 4 | 18 | 16 | +2   |
| 5    | POSCO Atoms              | 6   | 10 | 2 | 2 | 6 | 9  | 18 | -9   |
| 6    | Hanil Bank               | 3   | 10 | 1 | 1 | 8 | 8  | 23 | -15  |

|  | Qualification pour la finale nationale |
|  | T Tenant du titre                      |

### Finale nationale
| 22 novembre 1986 | POSCO Atoms | 1 - 0 | Lucky-Goldstar Hwangso | Stade Dongdaemun, Séoul |  |
|                  |             |       |                        |                         |  |

| 23 novembre 1986 | Lucky-Goldstar Hwangso | 1 - 1 | POSCO Atoms | Stade Dongdaemun, Séoul |  |
|                  |                        |       |             |                         |  |

Le club de POSCO Atoms se qualifie pour la Coupe d'Asie des clubs champions 1987-1988.

## Bilan de la saison
| Championnat de Corée du Sud de football 1986 |                         |
| Champion                                     | POSCO Atoms (1er titre) |
| Coupes et trophées                           |                         |
| Vainqueur de la Coupe de Corée du Sud 1986   | Non disputée            |
| Qualifications continentales                 |                         |
| Coupe d'Asie des clubs champions 1987-1988   | POSCO Atoms             |
| Promotions et relégations                    |                         |
| Promus en K-League                           | Aucun                   |
| Relégués en K2-League                        | Aucun                   |